# Diploria
Diploria is een geslacht van rifkoralen uit de familie Mussidae. De wetenschappelijke naam van het geslacht werd in 1848 voorgesteld door Henri Milne-Edwards en Jules Haime.

## Soorten
- Diploria labyrinthiformis (Linnaeus, 1758)